# Zosterophyllophyta
Le Zosterophyllophyta sono un phylum di piante vascolari estintesi, vissute fra il Siluriano superiore e il Devoniano medio, (400-370 milioni di anni fa). Il genere più importante è lo Zosterophyllum.
Questo gruppo è simile alle riniofite, ma differisce per tre importanti caratteristiche:
- sporangi laterali e non terminali,
- apertura trasversale e non longitudinale,
- xilema ad organizzazione esarca[1] e non con protostele mesarco come le riniofite.

Queste differenze, anche se possono sembrare minime, ci fanno capire che probabilmente le licofite si sono evolute a partire dalle zosterofillofite e non dalle riniofite, poiché hanno sporangi laterali; mentre le piante più recenti provviste di macrofille, e dotate di sporangi terminali, si sono probabilmente evolute dalle riniofite.